# Reggenza di Sampang
La reggenza di Sampang (in indonesiano: Kabupaten Sampang) è una reggenza dell'Indonesia, situata nella provincia di Giava Orientale.
La reggenza si trova nella parte centro-occidentale dell'isola di Madura.